# Modest García Martí
Modest García Martí znany też jako Modest z Albocácer (hiszp.) Modesto García Martí (ur. 18 stycznia 1880 w Albocácer na terenie prowincji Castellón, zm. 30 sierpnia 1936 pod Albocácer) – hiszpański błogosławiony Kościoła katolickiego, męczennik, prezbiter, kapucyn, ofiara prześladowań antykatolickich okresu hiszpańskiej wojny domowej.

## Życiorys
Pochodził z wielodzietnej rodziny Francisco Garcíi i Joaquiny Martí. Ochrzczony został w dzień po urodzeniu. Pierwsze nauki pobierał w małym seminarium kapucynów w Massamagrell i tam też wstąpił do zakonu 1 stycznia 1896 r. W klasztorze odbył nowicjat i złożył śluby czasowe 3 stycznia 1897 r., a profesję wieczystą 6 stycznia 1900 r. Studiował filozofię w Orihuela i teologię w Massamagrell, a po zakończeniu nauki 19 grudnia 1903 r. otrzymał sakramentu święceń kapłańskich. Skierowany został na misje do Kolumbii, gdzie przez kilkanaście lat prowadził apostolat w Bogocie. Po powrocie do Hiszpanii powierzono mu obowiązki gwardiana domu zakonnego w Orihuelii. Realizując powołanie dał się poznać jako ceniony przez współwyznawców przewodnik duchowy, rekolekcjonista i spowiednik.
Gdy po wybuchu wojny domowej rozpoczęły się prześladowania katolików i napaści na klasztory, powierzona jego pieczy placówka wraz z kościołem i całym otoczeniem zostały spalone i zdewastowane przez milicję, ukrył się w domu swojej siostry. Aresztowany 13 sierpnia, został stracony jeszcze tego samego dnia. Pochowany został w zbiorowej mogile. Podczas ekshumacji stwierdzono, że śmierć spowodowana została przebiciem głowy przy pomocy gwoździa. Miejscem pochówku relikwii jest nisza na cmentarzu.
Proces informacyjny odbył się w Walencji w latach 1957–1959. Beatyfikowany w pierwszej grupie wyniesionych na ołtarze męczenników z zakonu kapucynów zamordowanych podczas prześladowań religijnych 1936–1939, razem z Józefem Aparicio Sanzem i 232 towarzyszami, pierwszymi wyniesionymi na ołtarze Kościoła katolickiego w trzecim tysiącleciu przez papieża Jana Pawła II w Watykanie 11 marca 2001 roku.
Wspomnienie liturgiczne obchodzone jest przez katolików w dzienną rocznicę śmierci (13 sierpnia), a także w grupie męczenników 22 września.
Miejscem kultu Modesta z Albocácer jest archidiecezja walencka.